# Zawlnuam
Zawlnuam è una suddivisione dell'India, classificata come census town, di 3.119 abitanti, nel distretto di Mamit, nello stato federato del Mizoram. In base al numero di abitanti la città rientra nella classe VI (meno di 5.000 persone).

## Geografia fisica
La città è situata a 24° 09' 03 N e 92° 20' 29 E.

## Società

### Evoluzione demografica
Al censimento del 2001 la popolazione di Zawlnuam assommava a 3.119 persone, delle quali 1.608 maschi e 1.511 femmine. I bambini di età inferiore o uguale ai sei anni assommavano a 454, dei quali 243 maschi e 211 femmine. Infine, coloro che erano in grado di saper almeno leggere e scrivere erano 2.425, dei quali 1.281 maschi e 1.144 femmine..